# 2318 Lubarsky
2318 Lubarsky è un asteroide della fascia principale. Scoperto nel 1960, presenta un'orbita caratterizzata da un semiasse maggiore pari a 2,2527745 UA e da un'eccentricità di 0,1313341, inclinata di 3,59668° rispetto all'eclittica.
L'asteroide è dedicato al giornalista e attivista russo Kronid Lyubarsky.